# Gumpert Explosion
Gumpert Explosion (укр. Гумперт Вибух) — 2-місний спортивний автомобіль виробництва GSM Gumpert. Був презентований 2014 на Женевському автосалоні.
Після втрати інвестора 2012–2013 компанія Gumpert Sportwagenmanufaktur у Альтенбургу була на межі банкрутства. Її засновник Роланд Гумперт заклав нову компанію GSM Gumpert, яка презентувала модель Explosion. Її виробництво передбачається у Нойштадті на Дунаї. На відміну від попередньої моделі Gumpert Apollo це є повнопривідний передньомоторний спортивний автомобіль. По компонуванні розміщення турбомотору об'ємом 1984 см³, потужністю 420 к.с., елементів ходової частини модель близька до Audi TT, лише хромомолібденову трубчасту раму, кузов з вуглепластику спроектували під керівництвом Гумберта. Модель розвиває 0-100 км/год за 3 сек.
Продажі моделі було заплановано розпочати до кінця 2014 за ціною 105.000 євро.
Оголошено про намір випустити модифікацію з 2,5 л мотором потужністю 550 к.с.